# Psaltirea Hurmuzaki

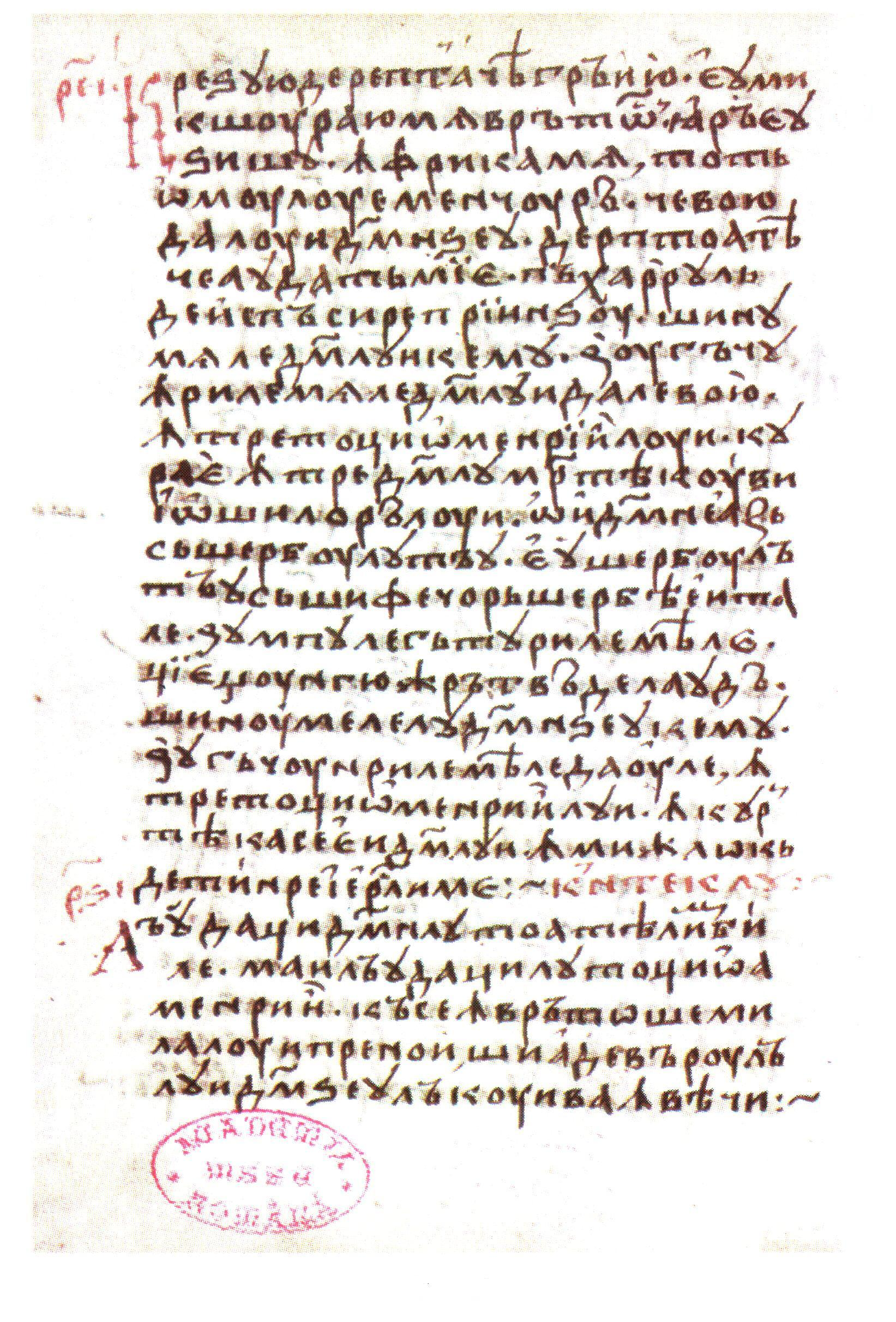

Psaltirea Hurmuzaki este cel mai vechi text scris în limba română, care datează de la sfârșitul secolului al XV-lea sau din primii ani ai secolului al XVI-lea. Acest manuscris este cu câteva decenii mai vechi decât Scrisoarea lui Neacșu, care rămâne cel mai vechi document românesc datat. Alături de Codicele Voronețean, Psaltirea Scheiană și Psaltirea Voronețeană, Psaltirea Hurmuzaki face parte din seria textelor rotacizante. Manuscrisul reprezintă o Psaltire ortodoxă, din care se conservă cei 150 de psalmi în limba română, urmați de un Minologhion în limba slavonă. Textul psalmic din acest manuscris este îndeaproape înrudit cu cel din Psaltirea Voronețeană. Numele sub care este cunoscută Psaltirea Hurmuzaki provine de la Eudoxiu Hurmuzaki, cel care a donat-o Bibliotecii Academiei Române în 1904, unde se păstrează și în prezent, sub cota ms. rom. 3077.

## Descrierea manuscrisului
Manuscrisul este format din 18 caiete (134 de foi), cuprinzând o parte în română și alta în slavonă, scrise de doi copiști diferiți. Pentru copierea psalmilor s-a folosit cerneală neagră, în timp ce titlurile, inițialele și indicațiile liturgice sunt realizate cu cerneală roșie, potrivit practicii din scriptoriile vremii. 
Textul este scris în semiuncială, cu alfabetul chirilic folosit de români de-a lungul timpului, până în secolul al XIX-lea.
Manuscrisul păstrează până azi legătura originală: coperțile sunt realizate din tăblii de lemn acoperite cu piele, având ornamente presate. Recent s-a demonstrat că legătura a fost realizată la Mănăstirea Neamț.

## Conținut
Psaltirea bizantină are următoarea structură: 1) cei 150 de psalmi canonici; aceștia sunt grupați în 20 de catisme, pe baza cărora se stabilește citirea Psaltirii de-a lungul întregii săptămâni; fiecare catismă are trei stări - marcate în text prin cuvântul Slavă -, când se rostește o scurtă doxologie; 2) psalmul 151, așezat în afara catismelor; 3) cele nouă Cântări ale lui Moise (numite și ode biblice), care se cântă în slujba Utreniei de peste tot anul; 4) un supliment opțional, dar aproape întotdeauna prezent, având un conținut foarte variat, care adună de obicei elementele de strictă necesitate ale slujbelor zilnice ori ale pravilei personale: Imnul Acatist, Paraclisul, Minologhionul, extrase din Ceaslov etc. Întregul text al psalmilor și odelor este segmentat în stihuri de tradiție aghiopolită, având un rol important în recitarea și în memorarea psalmilor, precum și în măsurarea timpului de priveghere. Stihurile au fost conservate riguros în tradiția slavă și românească (până în sec. al XVII-lea).
În mare, aceste trăsături se regăsesc în Psaltirea Hurmuzaki, care se prezintă ca o Psaltire bizantină cu supliment tipică. Textul românesc, care ocupă primele 125 de file, conservă cei 150 de psalmi canonici și titlul psalmului 151; restul textului a rămas necompletat, scribul urmărind, din motive necunoscute, să transcrie doar cele 20 de catisme. Segmentarea stihurilor se face prin puncte mediane roșii sau negre. Psalmii sunt desemnați prin termenii cântec, cântare și psalom, iar pentru catisme se folosește termenul ședere, o traducere exactă a gr. κάθισμα. Aceste particularități de traducere caracterizează toate Psaltirile rotacizante. Stările sunt marcate prin Slavă, indicație care este notată în limba slavonă.
Textul slavon, întins pe filele 126-134, reprezintă un Minologhion slavonesc ce conține sinaxarul cu rânduiala citirii pericopelor evanghelice pentru tot anul și prochimenul Utreniei duminicii pentru cele opt glasuri. Minologhionul a fost adăugat mai târziu.

## Manuscrisul - copie sau original?
O opinie care s-a acreditat mult timp este aceea a lui I.-A. Candrea, care susținea în 1916 că Psaltirea Hurmuzaki nu este copia unui manuscris anterior, ci chiar autograful traducătorului din slavonă. Alți lingviști (G. Pascu, Al. Procopovici, O. Densusianu, Andrei Avram, Ion Gheție) au demonstrat ulterior că textul este o copie executată după o psaltire slavo-română.

## Datare
Primii cercetători care s-au ocupat de datarea acestei Psaltiri au fost I. A. Candrea și P. P. Panaitescu. Studiind filigranul de tip „ancoră” care apare pe filele din caietele 15-18 ale manuscrisului, I.-A. Candrea a ajuns la concluzia că hârtia este de proveniență venețiană și poate fi datată în intervalul 1500-1520. La fel, P. P. Panaitescu înclina să plaseze redactarea Psaltirii între anii 1500-1515. Precauți, alți filologi au acceptat ulterior că textul aparține primei jumătăți a secolului al XVI-lea. În urma lor, Alexandru Mareș, după o reexaminare a manuscrisului și cercetări în arhivele venețiene, a identificat pe hârtia Psaltirii Hurmuzaki un filigran necunoscut anterior, ceea ce i-a permis să ofere o primă descriere completă sub raport filigranologic. Astfel, primele 13 caiete sunt scrise pe hârtie marcată cu corabie (de tipul Briquet 11959), pentru care cercetătorul menționat a găsit trei atestări din intervalul 1460-1468, iar la ultimele patru caiete s-a folosit hârtie marcată cu ancoră (tipul Briquet 436), cu 12 atestări din intervalul 1501-1506. Concluzia lui Alexandru Mareș este că manuscrisul poate fi datat între anii 1491-1516, mai probabil în primul deceniu al secolului al XVI-lea, fiind în mod cert mai vechi decât Scrisoarea lui Neacșu și fără a putea exclude redactarea sa la sfârșitul veacului anterior. Recent, Iosif Camară a identificat noi atestări ale celor două filigrane și a relevat faptul că hârtia pe care a fost scrisă cea mai mare parte a manuscrisului provine de la o moară din Fabriano cu activitate cunoscută până în 1476, ceea ce face imposibilă datarea Psaltirii Hurmuzaki mai târziu de începutul secolului al XVI-lea. Reevaluarea acestei probleme l-a condus la concluzia că Psaltirea Hurmuzaki a fost scrisă în intervalul 1491-1504.

## Localizarea manuscrisului
Cercetările mai vechi, întreprinse îndeosebi de Ion Gheție, au localizat - pe criterii lingvistice - acest manuscris în Moldova, iar originalul în zona Banat-Hunedoara. Examinând grafia, A. Avram se îndoia de proveniența lui moldovenească, iar P. P. Panaitescu îl considera ardelenesc. După Iosif Camară, scrisul și ortografia aplicată de copist arată că manuscrisul nu a fost alcătuit în Moldova, dar nici în Țările Române: hârtia folosită nu este înregistrată la nordul Dunării, ci preponderent în manuscrise grecești; modul de dispunere a textului pe filă nu este specific manuscriselor slavone românești, dar arată o legătură cu Moldova. Identificarea unei Psaltiri slavone provenite de la Zografu care este scrisă pe același tip de hârtie marcată cu ancoră și se înrudește cu sursa manuscrisului românesc au dus la concluzia că Psaltirea Hurmuzaki a fost copiată în Mănăstirea Zografu, care era considerată lavră a Moldovei, la o comandă venită din Moldova. De acolo ea a fost adusă și legată la Mănăstirea Neamț.